# 白人

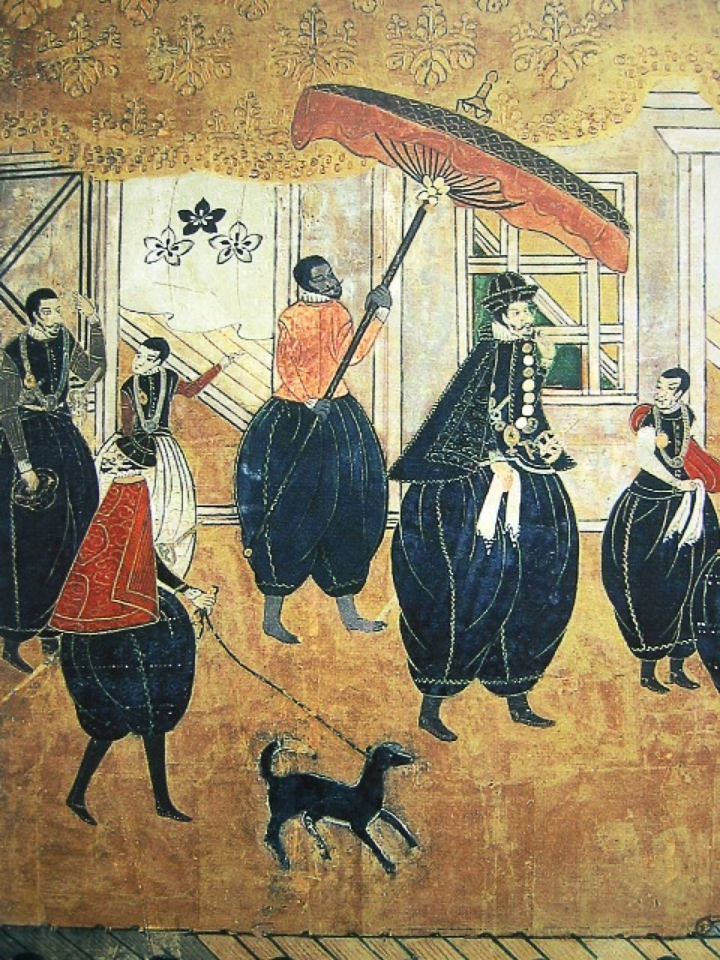
戦国時代、日本に到来したイエズス会員などの南蛮人たち。白人の他、黒人も描かれている。

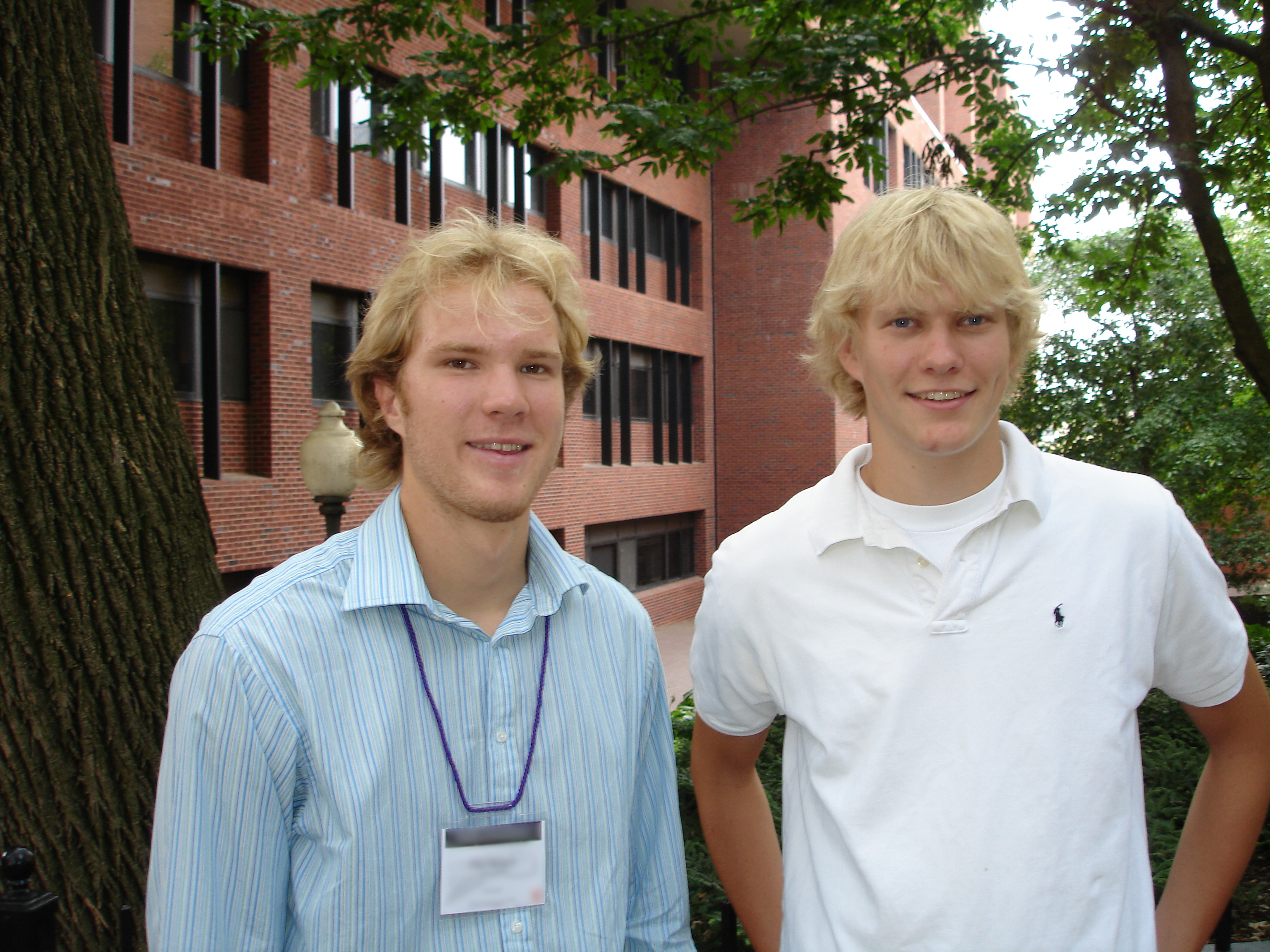
2人の金髪の白人男性、バルトと北欧起源のそれぞれ。

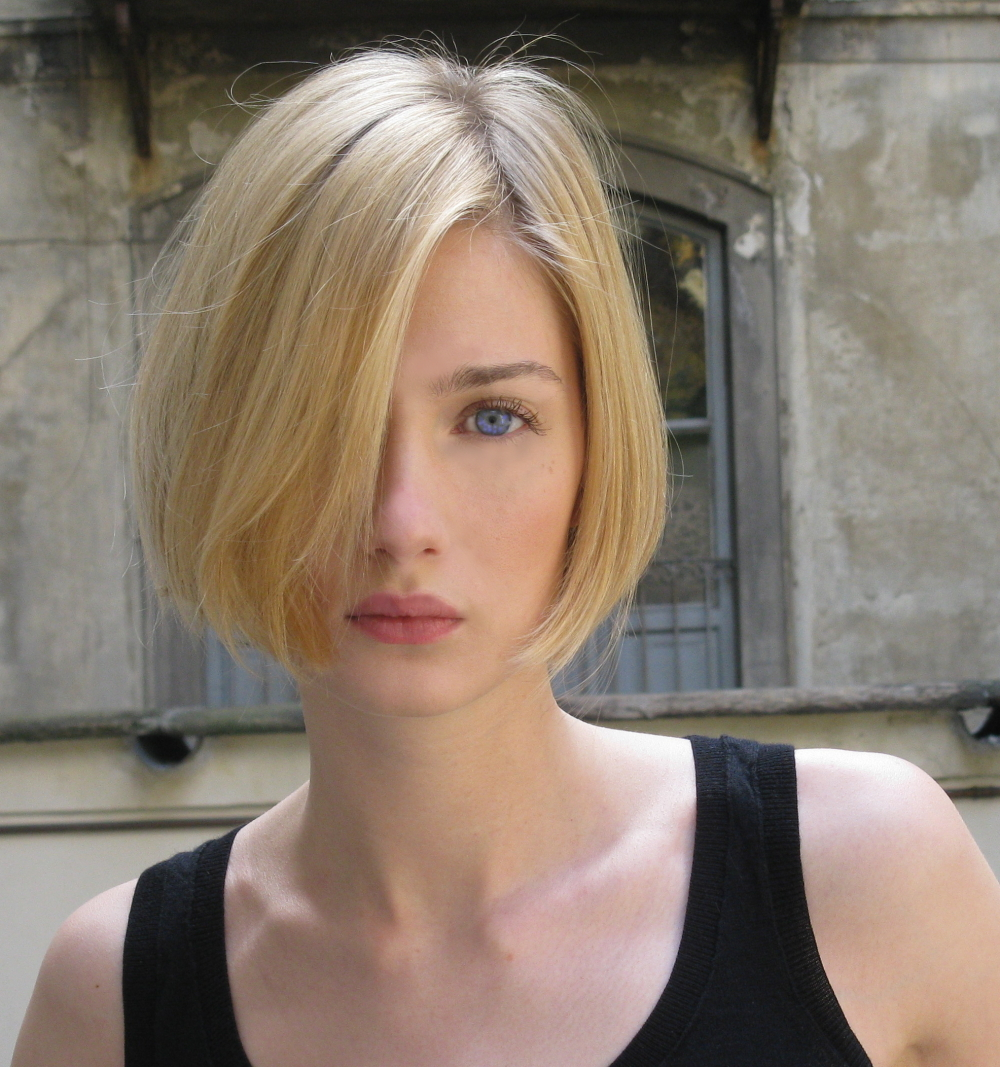
金髪碧眼の白人女性

白人（はくじん、英: White (people)、Caucasian）は、通俗的人種概念の一つで、肌の色が薄く白に近い人種の総称。白色人種（はくしょくじんしゅ）。
いずれも文化的・宗教的・社会的・政治的に形成され、便宜的に使用される用語であり、生物学的分類として有効な概念ではない。

## 各国の白人

### アメリカ合衆国
アメリカ合衆国国勢調査では、時代によって多少変化するが現在では、「白人 (White American)」は「ヨーロッパ (European American)、中東、北アフリカ」起源の者と規定されている。インド系 (Indian American) は白人ではなく Asian Indian（American Indian と区別するため Asian をつける）とされる。
2010年の国勢調査では、「白人」と回答した者は全人口の69.1%である。ただし、人種を回答した者は87.5%、1つの人種のみ回答した者は85.8%である。
ラテン系アメリカ人を「ブラウン」(Brown) と呼び、白人と区別することもある。彼らの中には、コーカソイドでないモンゴロイドのインディオと混血したメスティーソも多い。
アラブ系 (Arab American) は、彼ら自身によってもアメリカ社会によっても、白人とはみなされていない。
1967年までいくつかの州では、先祖に1人でも黒人がいる者は黒人とするワン・ドロップ・ルールがあった。黒人と白人のハーフであるバラク・オバマやハル・ベリー、黒人のクォーターにすぎないタイガー・ウッズなどが黒人とみなされるのもこの影響があるとされる。

### イギリス
イギリスの国家統計局は White British、White Irish、White Scottish、White Other の4つの民族集団 (Classification of ethnicity in the United Kingdom) を「白人 (White)」に分類している。なおイギリスの統計は「人種」そのものは調査しておらず、「白人」もこれらの民族集団の総称と定義される。
コーカソイドでも、インド系 (British Indian) ・パキスタン系 (British Pakistanis) ・バングラデシュ系 (British Bangladeshi) ・スリランカ系 (British Sri Lankans) は白人ではなく British Asian（イギリスの統計用語で Asian は南アジアを意味する）、アラブ系など中東の諸民族は other ethnic group に分類される。ただし中東でもキプロス系は White Other に含まれる。なおユダヤ人は other ethnic group、ロマは White Other である。
社会的には「グレートブリテン島・アイルランド・ヨーロッパ」起源の者が「白人」とみなされている。